# Telenomus nitidulus
Telenomus nitidulus is een vliesvleugelig insect uit de familie van de Scelionidae. De wetenschappelijke naam van de soort is voor het eerst geldig gepubliceerd in 1844 door Thomson.